# Phosphor pentachloride
Phosphor pentachloride là hợp chất hóa học có công thức PCl5. Đây là một trong những chloride phosphorus quan trọng nhất, khác là PCl3 và POCl3. PCl5 tìm thấy sử dụng như một chất khử chloride. Nó là chất rắn không màu, nhạy cảm với nước và nhạy cảm với độ ẩm mặc dù các mẫu thương mại có thể có màu vàng và bị ô nhiễm bởi hydrogen chloride.

## Cấu trúc
Các cấu trúc muối chloride của phosphor luôn phù hợp với lý thuyết VSEPR. Cấu trúc PCl5 phụ thuộc vào môi trường. PC5 khí và PCLC5 nóng chảy là một phân tử trung hòa với sự đối xứng bipyramid (D3h) tam giác. Tính chất phổ biến của loại này (cũng như đối với PCL-6, xem dưới đây) có thể được giải thích bằng việc bao gồm các phân tử thuộc quỹ đạo không gắn kết (lý thuyết quỹ đạo phân tử) hoặc sự cộng hưởng (lý thuyết hóa trị của hóa trị). Cấu trúc bipyramide hình tam giác này tồn tại trong các dung môi không phân cực như CS2 và CCl4. PCl5 trạng thái rắn là một hợp chất ion, công thức PCl4PCl6.

## Điều chế
PCl5 được điều chế bằng sự khử chloride PCl3. Phản ứng này được sử dụng để sản xuất khoảng 10.000 tấn PCl5 mỗi năm (tính đến năm 2000).
PCl3 + Cl2 ⇌ PCl5 (ΔH = -124 kJ / mol)
PCl5 tồn tại cân bằng với PCl3 và clo, và ở 180 °C, hằng số alpha khoảng 40%. Do sự cân bằng này, các mẫu PCl5 thường chứa clo, có màu xanh lá cây.

## Độ an toàn
PCl5 là một chất nguy hiểm vì nó phản ứng mạnh với nước.